# فرودگاه بین‌المللی کابو سن لوکاس
فرودگاه بین‌المللی کابو سن لوکاس (به انگلیسی: Cabo San Lucas International Airport) (به زبان بومی: Aeródromo Internacional de Cabo San Lucas) یک فرودگاه همگانی با کد یاتا CSL است که یک باند فرود آسفالت دارد و طول باند آن ۲۱۳۳ متر است. این فرودگاه در کشور مکزیک قرار دارد و در ارتفاع ۲۱۰ متری از سطح دریا واقع شده‌است.

## شرکت‌های هواپیمایی و مقصدهای پروازی
| شرکت‌های هواپیمایی | مقصدهای پروازی |
| ----------------- | --- |
| Calafia Airlines  | سیوداد اوبرگون، بچیگوایلاتو، کمپوو کواترو میلپاز، ژنرال ایگناسیو پسکویرا گارسیا، منیول مارکوز دلیون، فورت ولی، ژنرال رافائل بولنا، ال آی سی. گوستاو دیاز اورداز |